# Katrina Hodge
Desetnica Katrina Hodge, angleška vojakinja in fotomodel, * 29. marec 1987, Royal Tunbridge Wells. 

## Življenjepis
S 15 leti se je vpisala na BRIT School v Croydonu, pri 17. letih pa je vstopila v Oborožene sile Združenega kraljestva. Po končanem osnovnem usposabljanju je bila dodeljena v Kraljevi angleški polk v Adjutant Generals Corps s sedežem v Winchestru. Ker je v vojašnico prišla v visokih petah, z umetnimi trepalnicami in roza potovalnim kovčkom, je takoj dobila nadimek Combat Barbie.
Leta 2005 je bila poslana na misijo v Irak. Javnost je opozorila nase še isto leto, ko so britanski časopisi poročali o njenem pogumu, ko je med nepotrjeno prometno nesrečo iz ujetnikovih rok uspela izpuliti dve puški. Kljub temu, da so njeni sovojaki njenim trditvam oporekali, je bila povišana v poddesetnico.

### Fotomodel
Hodgeva je leta 2009 podpisala pogodbo s podjetjem za proizvodnjo spodnjega perila, La Senza. Istega leta je osvojila drugo mesto na tekmovanju za Miss Anglije,, vendar so jo 7. novembra okronali za Miss, saj je morala zmagovalka, Rachel Christie, odstopiti po tem, ko se je zapletla v pretep. Že 48 ur po prevzemu naslova je nastopila ma 59. tekmovanju za Miss World v Južni Afriki.
Kot Miss Anglije je Hodgevi uspelo prepričati organizatorje tekmovanja za Miss Anglije, da so s tekmovanja umaknili izhod v bikiniju. Po njenem mnenju naj bi umik izhoda v bikiniju s tekmovanja pri ljudeh spremenil odnos do tekmovanja, saj naj bi se tako pri izboru bolj osredotočali na dekleta in manj na njihov izgled. Izhod v bikiniju je tako leta 2010 nadomestil izhod v športnih oblačilih. Med šest mesečnim dopustom iz oboroženih sil je Katrina Hodge postala predstavnica spletne strani za zmenke Uniform Dating, ki  se je specializirala za ustvarjanje ljubezenskih zvez za uniformirane osebe.

### Povratek v vojsko
Naslov Miss Anglije je septembra 2010 predala naslednici, Jessici Linley, sama pa se je vrnila v vojaško službo. Po usposabljanju je bila v začetku leta 2011 z enoto poslana v Afganistan.

## Knjiga
Izdala je avtobiografsko knjigo z naslovom "Combats to Catwalk" ki opisuje njeno zgodbo o tem, kako je vojakinja postala lepotna kraljica.